# Antun Rudinski
Antun Rudinski (Subotica, 1. listopada 1937. – Villingen-Schwenningen, 7. listopada 2017.) bio je jugoslavenski nogometaš i trener. Rodom je bački Hrvat.
Igrao je na mjestu srednjeg napadača.